# David Navarro Brugal
David Navarro Brugal (Esparreguera, 17 maggio 1983) è un ex cestista spagnolo con cittadinanza andorrana.

## Palmarès
- Copa Príncipe de Asturias: 1

Andorra: 2014